# かけはし大橋
かけはし大橋（かけはしおおはし）は、長野県木曽郡上松町大字上松 - 木曽町大字福島の木曽川に架かる国道19号桟改良の橋長185 m（メートル）の逆ローゼ橋。

## 概要
桟改良の終点部に位置し、桟4号橋の仮称で建設された。
桟改良は、国道19号が木曽川の形成した谷間を縫うように走る旧道区間で急峻な山地が迫ることから従前から落石の危険性が指摘され、対策を講じていたものの1999年（平成9年）11月25日に3 m大の落石が防護柵を突破し、車道上に落下し通行止めを余儀なくされたことから、抜本的な対策が必要と判断して同年度に事業化された。桟改良は長野県木曽郡上松町上松から同郡木曽町福島下条に至る全長2.7 kmの国道19号バイパスで、旧道が左岸を走っていたところ、起点付近のあげまつ大橋で木曽川を渡河し、かけはしトンネルなどで山地部を通過した後、終点付近でかけはし大橋で再び木曽川を渡河し現道に合流する経路をとった。
本橋は床版に合成床版であるSCデッキを採用して、床組構造を簡略化を図った。また、支柱間の対傾構を省略し、鉛直材と補剛桁を支承によって結合している。
- 形式 - 鋼逆ローゼ橋
- 活荷重 - B活荷重
- 道路規格 - 第3種第2級
- 設計速度 - 60 km/h
- 橋長 - 185.000 m
  - 支間割 -  ( 25.000 m + 19.250 m + 4.500 m + 108.500 m + 4.500 m + 21.250 m )
  - アーチ支間 - 108.500 m
  - アーチライズ - 21.000 m
- 幅員
  - 総幅員 - 13.000 m - 16.000 m
  - 有効幅員 - 12.000 m - 15.000 m
  - 車道 - 9.500 m - 12.500 m
  - 歩道 - 片側2.500 m
- 総鋼重 - 912 t
- 床版 - 鋼・コンクリート合成床版（SCデッキ）
- 施工 - 川田工業
- 架設工法 - ケーブルエレクション斜吊り工法

## 歴史
1999年度（平成9年度）に桟改良が事業化された。かけはし大橋は上部工に2006年度（平成18年度）に着手し、2009年（平成21年）7月27日竣工し、取付道路などを含めた延長0.7 kmが同年11月7日に開通した。なお、桟改良は残部の延長2.0 kmが2014年（平成26年）3月29日に全通した。